# مك كول (كارولاينا الجنوبية)
مك كول (بالإنجليزية: McColl, South Carolina)‏ هي بلدة أمريكية تقع في الولايات المتحدة في مقاطعة مارلبورو. يقدر عدد سكانها بـ 2,498 نسمة ومساحتها 2.7 كم2 وترتفع عن سطح البحر 56 متر.

## التركيبة السكانية
حدّد مكتب تعداد الولايات المتحدة بيانات التركيبة السكانية لمك كول في تعداد الولايات المتحدة. في ما يلي، التركيبة السكانية حسب تعدادي 2000 و2010.

### تعداد عام 2000
بلغ عدد سكان مك كول 2,498 نسمة بحسب تعداد عام 2000، وبلغ عدد الأسر 981 أسرة وعدد العائلات 669 عائلة مقيمة في البلدة. في حين سجلت الكثافة السكانية 918.4 نسمة لكل كيلومتر مربع (2,378.6/ميل2). وبلغ عدد الوحدات السكنية 1,090 وحدة بمتوسط كثافة قدره 400.7 لكل كيلومتر مربع (1,037.8/ميل2).
وتوزع التركيب العرقي للبلدة بنسبة 65.57% من البيض و19.22% من الأمريكيين الأفارقة و12.69% من الأمريكيين الأصليين و0.12% من الأمريكيين ذوي الأصول الآسيوية و0.56% من الأعراق الأخرى و1.84% من عرقين مختلطين أو أكثر و1.48% من الهسبانيون أو اللاتينيون من أي عرق.
بلغ عدد الأسر 981 أسرة كانت نسبة 39.7% منها لديها أطفال تحت سن الثامنة عشر تعيش معهم، وبلغت نسبة الأزواج القاطنين مع بعضهم البعض 41.3% من أصل المجموع الكلي للأسر، ونسبة 21.2% من الأسر كان لديها معيلات من الإناث دون وجود شريك،  بينما كانت نسبة 5.7% من الأسر لديها معيلون من الذكور دون وجود شريكة وكانت نسبة 31.8% من غير العائلات. تألفت نسبة 28.8% من أصل جميع الأسر من عدة أفراد يعيشون في نفس المنزل ونسبة 11.9% كانت تتألف من شخص يعيش بمفرده يبلغ من العمر 65 عاماً أو أكثر. وبلغ متوسط حجم الأسرة المعيشية 2.55، أما متوسط حجم العائلات فبلغ 3.14.
بلغ العمر الوسطي للسكان 33.8 عاماً. وكانت نسبة 28.2% من القاطنين تحت سن الثامنة عشر، وكانت نسبة 10.3% بين الثامنة عشر والرابعة والعشرين عاماً، ونسبة 27.5% كانت واقعةً في الفئة العمرية ما بين الخامسة والعشرين والرابعة والأربعين عاماً، ونسبة 22.7% كانت ما بين الخامسة والأربعين والرابعة والستين، ونسبة 11.3% كانت ضمن فئة الخامسة والستين عاماً فما فوق. يوجد لكل 100 أنثى 88.1 ذكر، ويوجد لكل 100 أنثى في الثامنة عشر من عمرها فما فوق 81.2 ذكر.
بلغ متوسط دخل الأسرة في البلدة 22,015 دولارًا، أما متوسط دخل العائلة فبلغ 27,460 دولارًا. وكان متوسط دخل الذكور 26,313 دولارًا مقابل 18,854 دولارًا للإناث. وسجل دخل الفرد الخاص بالبلدة 10,177 دولارًا. وكانت نسبة 28.5% من العائلات ونسبة 31.6% من السكان تحت خط الفقر، وكان من هؤلاء نسبة 37.7% تحت سن الثامنة عشر ونسبة 31.2% في الخامسة والستين من العمر وما فوق.

### تعداد عام 2010
بلغ عدد سكان مك كول 2,174 نسمة بحسب تعداد عام 2010، وبلغ عدد الأسر 882 أسرة وعدد العائلات 590 عائلة مقيمة في البلدة. في حين سجلت الكثافة السكانية 799.3 نسمة لكل كيلومتر مربع (2,070.2/ميل2). وبلغ عدد الوحدات السكنية 993 وحدة بمتوسط كثافة قدره 365.1 لكل كيلومتر مربع (945.6/ميل2).
وتوزع التركيب العرقي للبلدة بنسبة 56.81% من البيض و22.68% من الأمريكيين الأفارقة و16.74% من الأمريكيين الأصليين و0.14% من الأمريكيين ذوي الأصول الآسيوية و0.64% من الأعراق الأخرى و2.99% من عرقين مختلطين أو أكثر و1.93% من الهسبانيون أو اللاتينيون من أي عرق.
بلغ عدد الأسر 882 أسرة كانت نسبة 34.9% منها لديها أطفال تحت سن الثامنة عشر تعيش معهم، وبلغت نسبة الأزواج القاطنين مع بعضهم البعض 35.1% من أصل المجموع الكلي للأسر، ونسبة 26.4% من الأسر كان لديها معيلات من الإناث دون وجود شريك،  بينما كانت نسبة 5.3% من الأسر لديها معيلون من الذكور دون وجود شريكة وكانت نسبة 33.1% من غير العائلات. تألفت نسبة 28.2% من أصل جميع الأسر من عدة أفراد يعيشون في نفس المنزل ونسبة 11.7% كانت تتألف من شخص يعيش بمفرده يبلغ من العمر 65 عاماً أو أكثر. وبلغ متوسط حجم الأسرة المعيشية 2.46، أما متوسط حجم العائلات فبلغ 3.03.
بلغ العمر الوسطي للسكان 37.3 عاماً. وكانت نسبة 25.3% من القاطنين تحت سن الثامنة عشر، وكانت نسبة 8.7% بين الثامنة عشر والرابعة والعشرين عاماً، ونسبة 25.4% كانت واقعةً في الفئة العمرية ما بين الخامسة والعشرين والرابعة والأربعين عاماً، ونسبة 27.2% كانت ما بين الخامسة والأربعين والرابعة والستين، ونسبة 13.3% كانت ضمن فئة الخامسة والستين عاماً فما فوق. وتوزع التركيب الجنسي للسكان بنسبة 47.9% ذكور و52.1% إناث.